# Ctenomys opimus
Ctenomys opimus is een zoogdier uit de familie van de kamratten (Ctenomyidae). De wetenschappelijke naam van de soort werd voor het eerst geldig gepubliceerd door Wagner in 1848.

## Voorkomen
De soort komt voor in Peru, Bolivia, Argentinië en Chili.